# HMS Electra (1896)
HMS Electra byl torpédoborec třídy Brazen britského královského námořnictva, později překategorizován do třídy C.

## Konstrukce
Loď byla postavena společností J & G Thomson Shipbuilding Company v docích v Clydeside v rámci námořního programu z roku 1895. Jednalo se o trojkomínovou konstrukci. Na vodu byla spuštěna 14. července 1896, avšak nevstoupila do služby až do července 1900, a to kvůli vážným nesnázím s pracovní silou, které tehdy sužovaly celý loďařský průmysl ve Velké Británii.

## Označení
Její označení se v průběhu let měnilo. Od 12. července 1914 do 9. ledna 1915 nosila označení N25, poté do 1. ledna 1918 D52 a nakonec až do svého vyřazení D31.

## Služba
Electra sloužila za první světové války, většinou hlídkovala u pobřeží či doprovázela pobřežní konvoje okolo Velké Británie. Dne 29. dubna 1920 byla prodána Barking Ship Breaking Company ke sešrotování.